# بوتابيترا
بوتابيترا (بالإيطالية: Buttapietra)‏ هي بلدية في مقاطعة فيرونا في منطقة فنيتة الإيطالية، وتقع على بعد 110 كيلومتر (68 ميل) غرب البندقية و10 كيلومتر (6 ميل) جنوب غرب فيرونا.